# Kara Lynn Joyce
Kara Lynn Joyce (Brooklyn, Nova York, 25 d'octubre de 1985) és una nedadora estatunidenca. Joyce va competir als Jocs Olímpics d'Atenes 2004, quedant en cinquè lloc als 50 metres d'estil lliure i els 100 metres estil lliure, i guanyant un parell de medalles de plata en els 4×100 m estil lliure de relleu i 4×100 m de relleu.
Originària de Brooklyn, Nova York, Kara Lynn va dividir la seva secundària entre Webster, Nova York i Ann Arbor, Michigan, on la seva família vivia el 2001. Va ser en Ann Arbor que Kara Lynn va començar a entrenar en el Club Wolverine sota l'entrenador Jon Urbanchek. Kara Lynn va decidir competir en l'equip de natació de la seva escola, als Ann Arbor Pioneers. En el seu últim any de secundària, ella va imposar cinc rècords estatals de secundària, quatre en la qual eren rècords nacionals de secundària durant aquest temps. (els rècords del seu estat són en els 50 m, 100 m i 200 m estilo lliure igual que els 200 m i 400 m estil lliure de relleu. Encara que només va poder participar en 4 esdeveniments, Kara Lynn va imposar el rècord de 50 m d'estil lliure quedant en els 200 m estil lliure de relleu.)